# Premio François Chalais
El Premio François Chalais ( francés : Prix François Chalais ) se otorga en dos eventos principales, el Festival de Cine de Cannes (desde 1997) [1] y los Young Reporters Awards (desde 1999). Fue creado para rendir homenaje al periodista e historiador de cine francés François Chalais , bajo los auspicios de su esposa Mei Chen.
Recompensa una película dedicada a los valores de la afirmación de la vida y del periodismo, y destaca la presencia de periodistas en el propio Cannes. También ha ofrecido premios para el Festival de Cine de Sarlat (2006–2009),  y para el Scénario Honfleur (2006–2009).

## Galardonados
- 2019: A Hidden Life
- 2018: Yomeddine
- 2017: 120 latidos por minuto
- 2016: El estudiante
- 2015: El hijo de Saul
- 2014: Timbuktu
- 2013: Grand Central
- 2012: Caballos de Dios
- 2011: ¿A dónde vamos ahora?
- 2010: Life, Above All
- 2009: Nadie sabe nada de gatos persas
- 2008: Sanguepazzo
- 2007: A Mighty Heart
- 2006: Indigènes
- 2005: Una vez que naces ya no puedes esconderte
- 2004: Diarios de motocicleta
- 2003: S-21: La máquina de matar de los jemeres rojos
- 2002: Marooned in Iraq
- 2001: Made in the USA
- 2000: Kippur
- 1999: El otro
- 1998: West Beirut
- 1997: The Perfect Circle